# 柴山岛
柴山是浙江省舟山群岛中的一个岛屿，位于沈家门正东，直线距舟山岛约12公里。岛上最高海拔162.5米。
总面积0.94平方公里，其中陆地面积0.88平方公里。人口1,295（2000年普查）。岛上原设一村，名为港里村，属舟山市普陀区白沙乡。2007年或2008年时，港里村与白沙山上的白沙村和沙头村合并，组建新的白沙港村，白沙社区同时更名为白沙港社区。